# Memphis International Raceway
Der Memphis International Raceway ist eine Rennstrecke auf der gegenüberliegenden Seite des Loosahatchie Rivers bei Memphis im US-Bundesstaat Tennessee, ungefähr 10 Meilen südlich von Millington und Bestandteil des Memphis Motorsports Park. Eigentümer der Strecke war Dover Motorsports, der auch der Dover International Speedway, der Gateway International Speedway und der Nashville Superspeedway gehört. Zur Anlage gehört auch eine 4400 Fuß lange Beschleunigungsstrecke für Dragster-Rennen der National Hot Rod Association und anderen Veranstaltungen sowie ein Straßenkurs.

## Geschichte

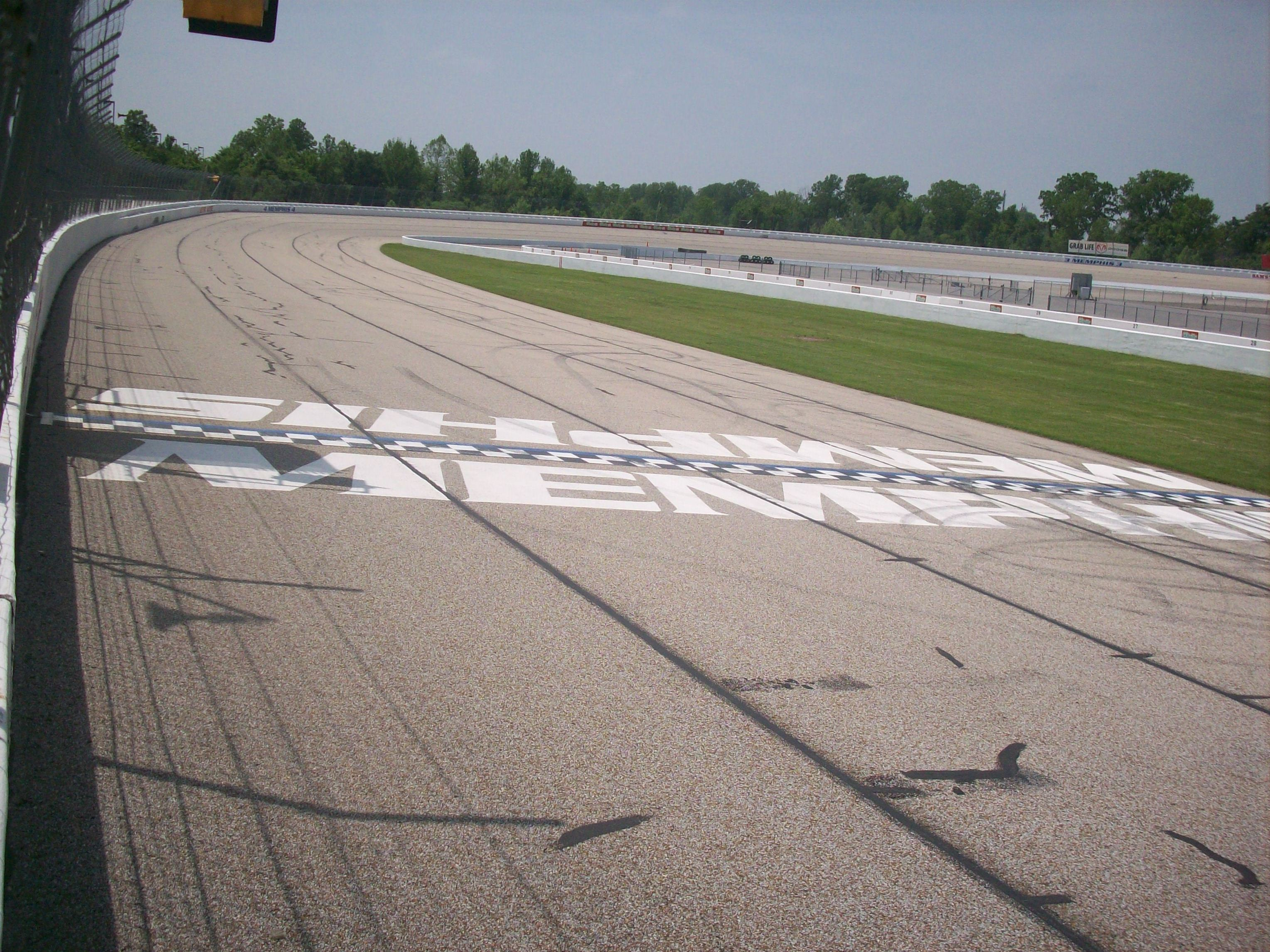
Start-Ziel-Linie des Memphis International Speedways

Im Jahre 1986 begannen die Bauarbeiten zum Memphis International Motorsports Park, der ursprünglich aus einer Strecke für Beschleunigungsrennen, einem Straßenkurs, einem nicht-befestigten Kurs sowie einer Kart-Bahn bestand. Im Jahre 1996 erwarb die Grand Prix Association of Long Beach die gesamte Anlage und ergänzte sie im darauffolgenden Jahr um ein 0,75 Meilen langes Tri-Oval auf dem Gelände der ehemaligen unbefestigten Strecke. Diese wurde auf den Bereich der Kart-Bahn verlegt. Gleichzeitig wurde der Name in Memphis Motorsports Park geändert, dessen Tri-Oval am 5. Juni 1998 eröffnet wurde. Mit dem Kauf der Grand Prix Association of Long Beach durch Dover Motorsports kurze Zeit später ging der Motorsports Park ebenfalls in deren Besitz über. Das erste Rennen von NASCAR fand am 13. September 1998 statt. 
Die Strecke wurde am 30. Oktober 2009 geschlossen und wechselte im Januar 2011 den Eigentümer. Ab 2013 fanden wieder vereinzelte Rennen auf der Strecke statt. Im März 2022 wurde die Strecke erneut an einen neuen Investor verkauft der die Errichtung eines Lagerhallenkomplexes auf dem Gelände plant. Seitdem finden keine Veranstaltungen mehr auf dem Gelände statt.

## Veranstaltungen
Auf dem Oval fanden Rennen der NASCAR Nationwide Series und Craftsman Truck Series statt.

## Rekorde
- NASCAR Nationwide Series Qualifying: Jeff Green, 22,450 s (120,267 mph), 2000
- NASCAR Nationwide Series Rennen: Kevin Harvick, 2:01:49 (92,352 mph), 2000
- NASCAR Craftsman Truck Series Qualifying: Greg Biffle, 22,474 s (120,139 mph), 1999
- NASCAR Craftsman Truck Series Rennen: Travis Kvapil, 1:41:03 (89,065 mph), 2002